# Mega (automerk)
Mega is een Frans auto- en vrachtwagenmerk, opgericht in 1992 als een subdivisie van Aixam.
Bij Aixam werden al jaren brommobielen gemaakt, maar Mega moest een volwassen auto worden. Mega gebruikte een modulair concept om verschillende types auto's op basis van één te maken, de Mega Tjaffer. Daarnaast maakte Mega een aantal supersportwagens, de Mega Track met een V12 Mercedes-Benz motor in 1992 en de Monte Carlo in 1996.

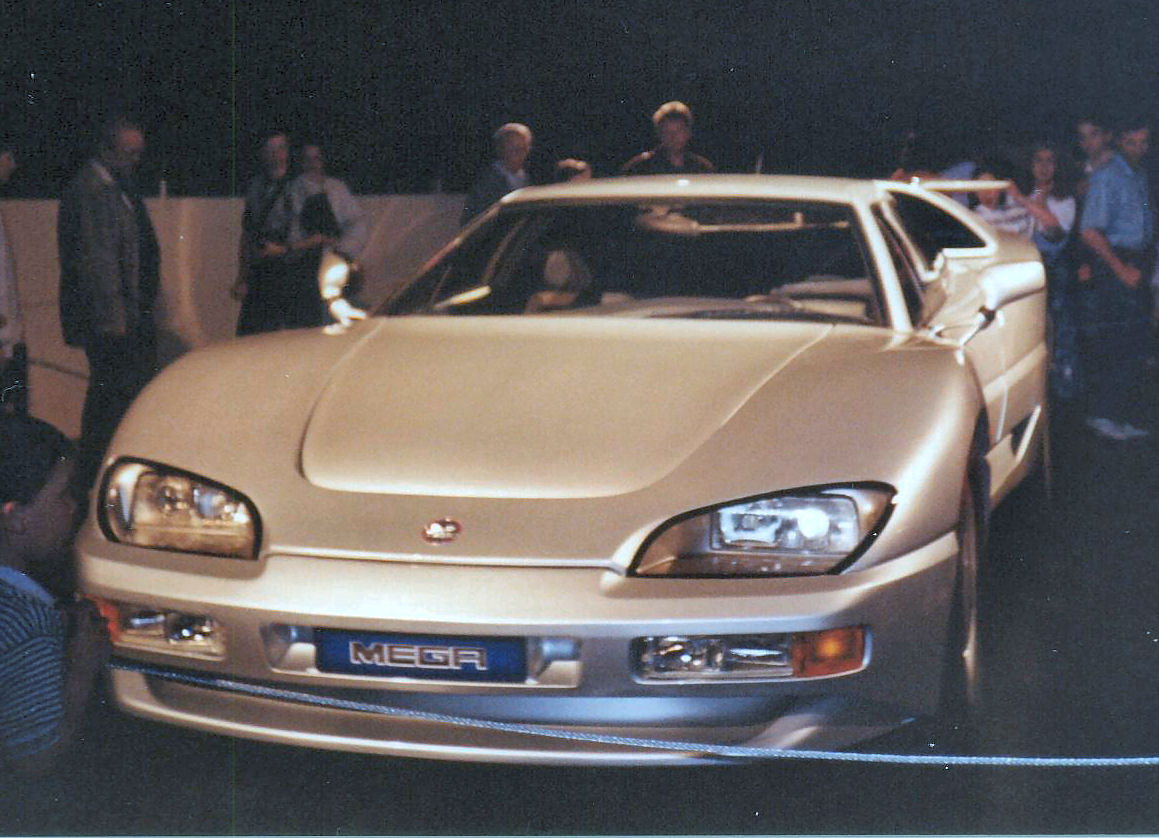
Mega Track

## Autosport
Mega begon vrij snel na haar oprichting met racen. De Andros IJsracetrofee was een tak waarin Mega enorm succesvol was. In 2000 werd Mega tweede in de zware Dakar-rally.

## Na 2002: Bedrijfsvoertuigen
Vanaf 2002 werden er niet meer zozeer auto's geproduceerd, maar bedrijfsvoertuigen. Ook hier werd het modulaire bouwen gebruikt.
Vanaf 2009 brengt Mega elektrische voertuigen op de markt, waaronder de e-CITY.